# Західноафриканський франк
Західноафриканський франк (фр. Franc CFA BCEAO, Franc de la Communauté financière africaine) — спільна валюта восьми незалежних держав в Західній Африці: Бенін, Буркіна-Фасо, Кот-д'Івуар, Гвінея-Бісау, Малі, Нігер, Сенегал і Того. Ці 8 країн мають загальне населення 102,5 млн осіб (станом на 2013), і сукупним ВВП у 78,4 млрд дол США (станом на 2012 р.). ISO 4217 код валюти: XOF. У грудні 2020 з'явились наміри ввести нову валюту — еко.

## Історія
26 грудня 1945 року Уряд Франції схвалив декрет, згідно з який у Французькій Західній Африці, в якості валюти було введено Франк КФА. До жовтня 1955 емісію здійснював приватний «Банк Західної Африки», а з жовтня 1955 до квітня 1959 «Емісійний інститут Французької Західної Африки і Того», який належав державі.
4 квітня 1959 інститут було перетворено на Центральний банк держав Західної Африки (фр. Banque Centrale des États de l'Afrique de l'Ouest, BCEAO). У 1962 році банк почав роботу, ставши емісійним центром для семи держав, які підписали договір про утворення Валютного союзу Західної Африки (фр. Union Monétaire Ouest Africaine, UMOA)): Кот-д'Івуар, Нігер, Малі, Бенін (тоді Дагомея), Сенегал, Мавританія та Буркіна-Фасо (тоді Верхня Вольта). Майже одразу із зони франка вийшла Малі і ввела свою валюту — Малійський франк. Восени 1963 до союзу долучалась Того. У 1973 Мавританія вийшла із союзу і ввела свою валюту — угію. У 1984 Малі знову ввійшла до союзу, ввівши західноафриканський франк, як свою валюту.
10 січня 1994 у Дакарі був підписаний договір, в результаті якого замість Валютного союзу Західної Африки було утворено Західноафриканський економічний і валютний союз. 2 травня 1997 року до союзу приєдналась Гвінея-Бісау, замінивши своє песо на західноафриканський франк.
У 1962 році (рік початку роботи Центрального банку Західної Африки), валютний курс складав 50 західноафриканських франків до 1 французького, 10 січня 1994 (створення Західноафриканського економічного і валютного союзу) становив уже 100 західноафриканських франків до одного французького. 1 січня 1999 було встановлено курс до Євро у співвідношенні 655,97:1.

## Монети
У 1960 році почалося карбування монет номіналом 5 франків, у 1961 — 1 франк, у 1966 — 10 франків, у 1967 — 100 франків, у 1970 — 25 франків, у 1970 — 25 франків, у 1972 — 50 франків. У 1976 році замість алюмінієвої монети у 1 франк з'явилась монета зі сталі. У 1992—1996 роках карбувалися монети номіналом  250 франків. У 2003 році почалося карбування монет у 200 та 500 франків.

## Банкноти
Було випущено чотири серії банкнот:
- Зразка 1961 року: 50, 100, 500, 1000, 5000 франків;
- Зразка 1976—1981 років: 500, 1000, 5000, 10 000 франків;
- Зразка 1991—1994 років: 500, 1000, 2500, 5000, 10 000 франків
- Зразка 2003 року: 500, 1000, 2000, 5000, 10000 франків[5][6].

Країна, яка випустила банкноту вказується наступним префіксом на банкноті:
А — Кот-д'Івуар;
В — Бенін;
С — Буркіна-Фасо;
D — Малі;
H — Нігер;
К — Сенегал;
S — Гвінея-Бісау;
Т — Того.
В наш час в обігу перебувають банкнот зразка 2003 року. У листопаді 2012 року було випущено банкноту номіналом 500 франків.
| Серія 2003 року                              | Серія 2003 року | Серія 2003 року   | Серія 2003 року | Серія 2003 року | Серія 2003 року | Серія 2003 року    | Серія 2003 року |
| Зображення                                   | Зображення      | Номінал (франків) | Розміри (мм)    | Основні кольори | Опис            | Опис               | Рік друку       |
| Аверс                                        | Реверс          | Номінал (франків) | Розміри (мм)    | Основні кольори | Аверс           | Реверс             | Рік друку       |
| -------------------------------------------- | --------------- | ----------------- | --------------- | --------------- | --------------- | ------------------ | --------------- |
|                                              |                 | 500               | 114×60          | Помаранчевий    | логотип Банку   | бегемоти           | з 2012          |
|                                              |                 | 1000              | 125×65          | Рожевий         | логотип Банку   | Верблюди-дромадери | з 2003          |
|                                              |                 | 2000              | 129×65          | блакитний       | логотип Банку   | Морські окуні      | з 2003          |
|                                              |                 | 5000              | 140×74          | зелений         | логотип Банку   | болотні козли      | з 2003          |
|                                              |                 | 10 000            | 145×74          | фіолетовий      | логотип Банку   | хохлаті турако     | з 2003          |
| Масштаб зображень — 1,0 пікселя на міліметр. |                 |                   |                 |                 |                 |                    |                 |